# Pierre tombale de fra' Leonardo Dati
La pierre tombale de fra' Leonardo Dati est un bas-relief en bronze de Lorenzo Ghiberti, datable de 1425-1427, exposée dans la basilique Santa Maria Novella à Florence en Italie, plus particulièrement dans le sol de la chapelle Rucellai.

## Histoire
Fra' Leonardo Dati, un Florentin, est un Maître de l'ordre des Prêcheurs (Ordre dominicain) qui est enterré dans la plus importante église dominicaine de la ville, où il a longtemps vécu. Selon le témoignage de Vasari, Dati lui-même commanda sa propre sépulture à Ghiberti, mais l'exécution ne commença qu'après sa mort (6 mars 1425) et les dépenses furent payées par le couvent et la république de Florence, en raison du mérite du personnage.
Les travaux ont été achevés en 1427, lorsque dans le cadastre de cette année-là, l'artiste réclama un crédit résiduel de 10 florins aux frères pour ce travail.
L'œuvre se trouvait probablement à l'origine dans la chapelle Tornabuoni où se situait le chœur des frères, et a été déplacée lors des rénovations de Vasari en 1565, dans la nef centrale, près de la chaire. En 1861, elle est de nouveau déplacée, provisoirement, derrière le maître-autel, puis devant l'autel. Enfin, en 1956, elle est installée à son emplacement actuel, après une restauration par B. Bearzi.

## Description et style
Son état d'usure sévère rend difficile la lecture complète de ses caractéristiques, cependant des sources anciennes décrivent certains détails qui étaient autrefois visibles, comme le coussin à effet damassé, qui témoignait de son haut degré de finition.
Le frère est représenté endormi, avec l'habit dominicain, le capuchon baissé et un livre serré sous ses mains croisées sur son abdomen. La tête repose sur le coussin avec des glands aux extrémités et des traces de damas qui subsistent uniquement dans les parties concaves près de la tête.
Le portrait semble être caractérisé individuellement, mais il est difficile de porter un jugement exact en raison de son mauvais état de conservation.
L'inscription au pied se lit : CELEBRIS HIC MEMORY COLITVR CLARI RELIGIOUS FRATRIS LEONARDI STATII DE FLOREN.SACRAE THEOLOGIE AC TOTIVS ORDINIS MAGISTRI GENERALIS .